# Nicolas Geffrard
Pour les articles homonymes, voir Geffrard.
Nicolas Geffrard, né en 1761 sur l'habitation Périgny à Camp-Perrin, décédé le 31 mai 1806 aux Cayes, est un général haïtien de couleur, acteur de la révolution haïtienne.
Après l'indépendance d'Haïti, il dirige la presqu'île du Sud, où il supervise la construction du fort des Platons (aujourd'hui sur la commune de Torbeck).
Jean-Jacques Dessalines envoie le général Nicolas Geffrard, mater les derniers soulèvements des partisans de Lamour Desrances à Jacmel. Lamour Desrance est arrêté et son parti anéanti. Jean-Jacques Dessalines devient ainsi maître de la situation avec 15 000 hommes de troupe.
Il est le père de Fabre Geffrard, né à Anse-à-Veau, le 23 septembre 1806.